# Gegè Bellavita
Pour plus de détails, voir Fiche technique et Distribution.
Gegè Bellavita est une comédie érotique à l'italienne réalisée par Pasquale Festa Campanile et sortie en  1978 ,.

## Synopsis
Gennarino Amato, mari de la belle Agata (dont il a eu 9 enfants) a des talents masculins généreusement fournis par mère nature et qui lui permettent d'être très apprécié par les femmes de son immeuble qui l'attirent dans leurs appartements pour le séduire.
Agata découvre la situation et, comme c'est la seule activité qui semble plaire à son mari, elle se résigne et organise des réunions rémunérées à l'insu de son mari.

## Fiche technique
- Titre : Gegè Bellavita
- Réalisation : Pasquale Festa Campanile
- Sujet : Pasquale Festa Campanile, Ettore Maria Fizzarotti
- Scénario : Pasquale Festa Campanile, Enrico Oldoini, Ottavio Jemma
- Montage : Carlo Broglio
- Genre : comédie érotique
- Durée : 105 min
- Pays de production :  Italie
- Année : 1978

## Distribution
- Flavio Bucci : Gennarino Amato
- Lina Polito : Agatina
- Enzo Cannavale : Gennarino Ami
- Marisa Laurito : Carmen
- Pino Caruso : duc Attanasi
- Maria Pia Conte : Mercedes
- Miranda Martino : Rosa
- Marina Hedman : Chantal
- María Baxa : signora Sciscioni